# Oberroning

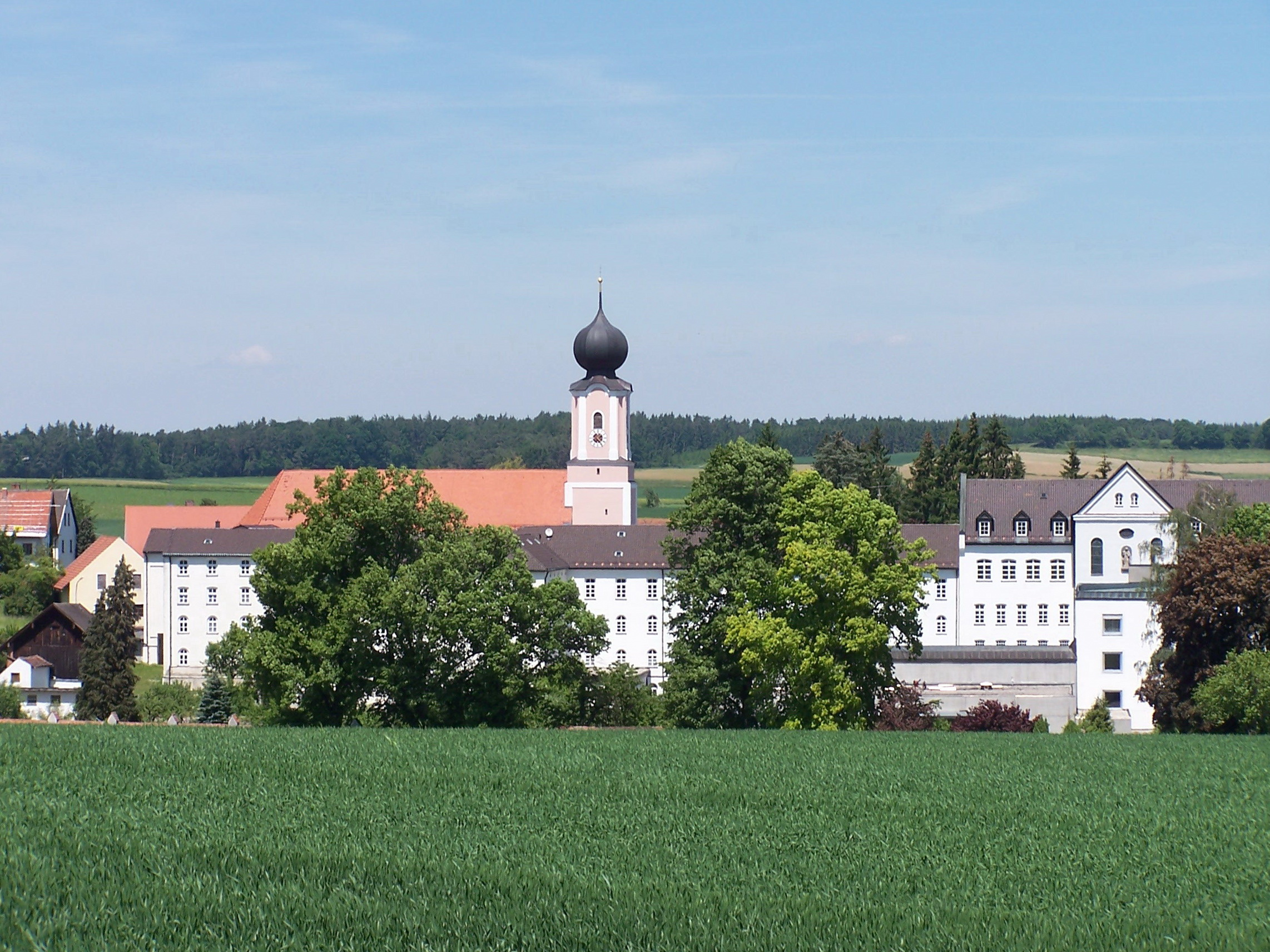
Expositurkirche Maria Himmelfahrt und das Kloster der Salesianerinnen in Oberroning

Oberroning ist ein Gemeindeteil der Stadt Rottenburg an der Laaber im niederbayerischen Landkreis Landshut. Bis 1978 bildete es eine selbstständige Gemeinde.

## Lage
Oberroning liegt in der Hallertau etwa fünf Kilometer nordöstlich von Rottenburg an der Laaber.

## Geschichte
Roning wurde erstmals im Jahr 760 urkundlich erwähnt, als hier ein Adalunc dem Kloster St. Emmeram in Regensburg Besitzungen schenkte. Damit zählt Roning zu den am frühesten genannten Orten im Landkreis. 1045 gehörte der Ort einschließlich einer Burg den Grafen von Roning. Um 1160 gingen deren Güter an die Grafen von Moosburg über.
Nach dem Aussterben der Grafen um 1180 fiel die Grafschaft Roning an die Wittelsbacher. Im Krieg zwischen Herzog Ludwig dem Kelheimer und Bischof Konrad von Regensburg wurde die Burg im Jahre 1203 zerstört und nicht mehr aufgebaut. Die Burg, der heutige Burgstall Oberroning, stand auf der Erhebung unmittelbar nordöstlich des Ortes auf dem Venetsberg. 1378 verlor der Ort sein Marktrecht an Rottenburg.
Die Gemeinde Oberroning wurde durch das bayerische Gemeindeedikt 1818 gegründet. Die Gemeinde umfasste neben 
Oberroning die Orte Frechelsdorf, Gebersdorf, Muckendorf, Niederroning, Plunderdorf und Weiher.
Das Kloster Oberroning wurde im Jahr 1838 als Anbetungskloster von dem damaligen Ortsgeistlichen Johann Baptist Gahr gegründet. 1863 schlossen sich die Schwestern dem Orden von der Heimsuchung Mariens an. Das Klostergebäude mit Schule und Internat wurde später großzügig erweitert.
Oberroning erhielt als ehemaliger Markt von König Ludwig II. am 18. September 1884 „das Wappen der Grafen von Raning“, obwohl ansonsten nur noch  Städte und Märkte als wappenberechtigt galten. Das Gemeindewappen war das der Grafen von Moosburg, die um 1160 die Güter der alten Roninger erlangten.
Am 1. Mai 1978 wurde die Gemeinde Oberroning, die zum Landkreis Rottenburg an der Laaber gehörte, im Zuge der Gebietsreform in Bayern in die Stadt Rottenburg eingegliedert.

## Sehenswürdigkeiten
- Expositurkirche Mariä Himmelfahrt: Das barocke Bauwerk wurde 1732 errichtet. Der Chorturm entstammt dem 13. bis 15. Jahrhundert.
- Salesianerinnenkloster: Die Rechteckanlage mit Walmdach wurde 1839 bis 1845 erbaut und 1862 bis 1864 erweitert. 2015 verließen die letzten Bewohnerinnen das Anwesen.

## Bildung und Erziehung
- Mittelschule Oberroning
- Realschule Oberroning

## Vereine
- Burgschützen Oberroning
- Freiwillige Feuerwehr Oberroning
- Gartenbauverein Oberroning e. V.
- Katholischer Frauenbund Oberroning
- Kriegerverein Oberroning